# Farge

Streckenverlauf der Bahnstrecke Bremen-Farge–Bremen-Vegesack mit der Endstation Bremen-Farge

Farge ist seit 1. April 1940 ein Ortsteil des Bremer Stadtteils Blumenthal im Stadtbezirk Nord. Vorher war Farge ein Teil des Landkreises Osterholz bzw. des Kreises Blumenthal.
Von 1923 bis ca. 1960 umfasste Farge auch die Nachbargemeinde Rekum; seither werden Farge und Rekum von der bremischen Stadtverwaltung als getrennte Ortsteile aufgeführt. 2014 hatte das 539 ha große Farge 2820 Einwohner.
Bedeutung erhielt Farge durch die besonderen militärischen Bauten, die das NS-Regime im Ort und der näheren Umgebung durchführen ließ (Wifo-Tanklager, U-Boot-Bunker Valentin, Kriegsmarinetanklager), und die zugehörigen Arbeitslager (KZ-Farge, Arbeitserziehungslager Farge).

## Geschichte

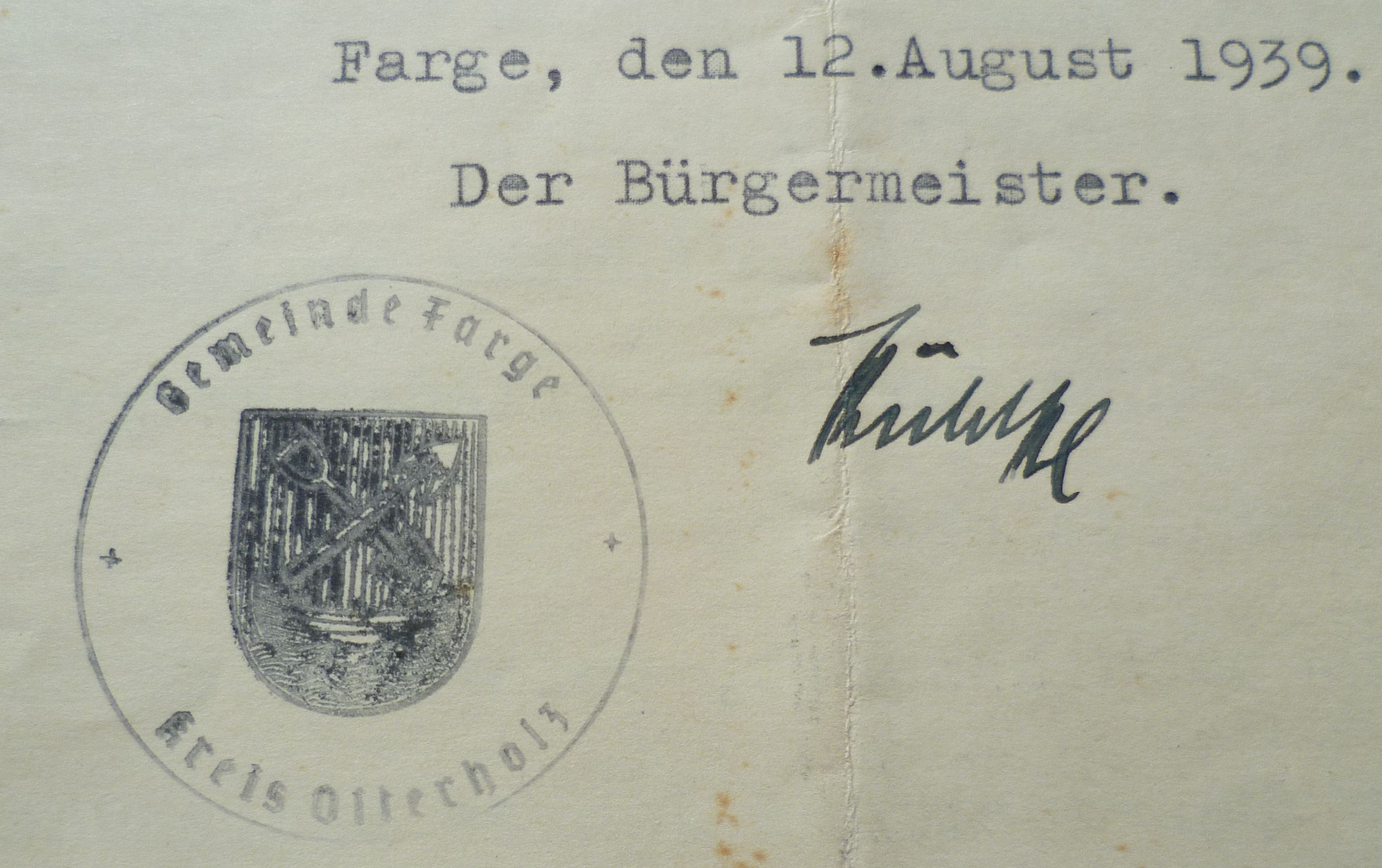
Dienstsiegel der Gemeinde Farge im Kreis Osterholz 1939, mit Unterschrift des Bürgermeisters Kühlke

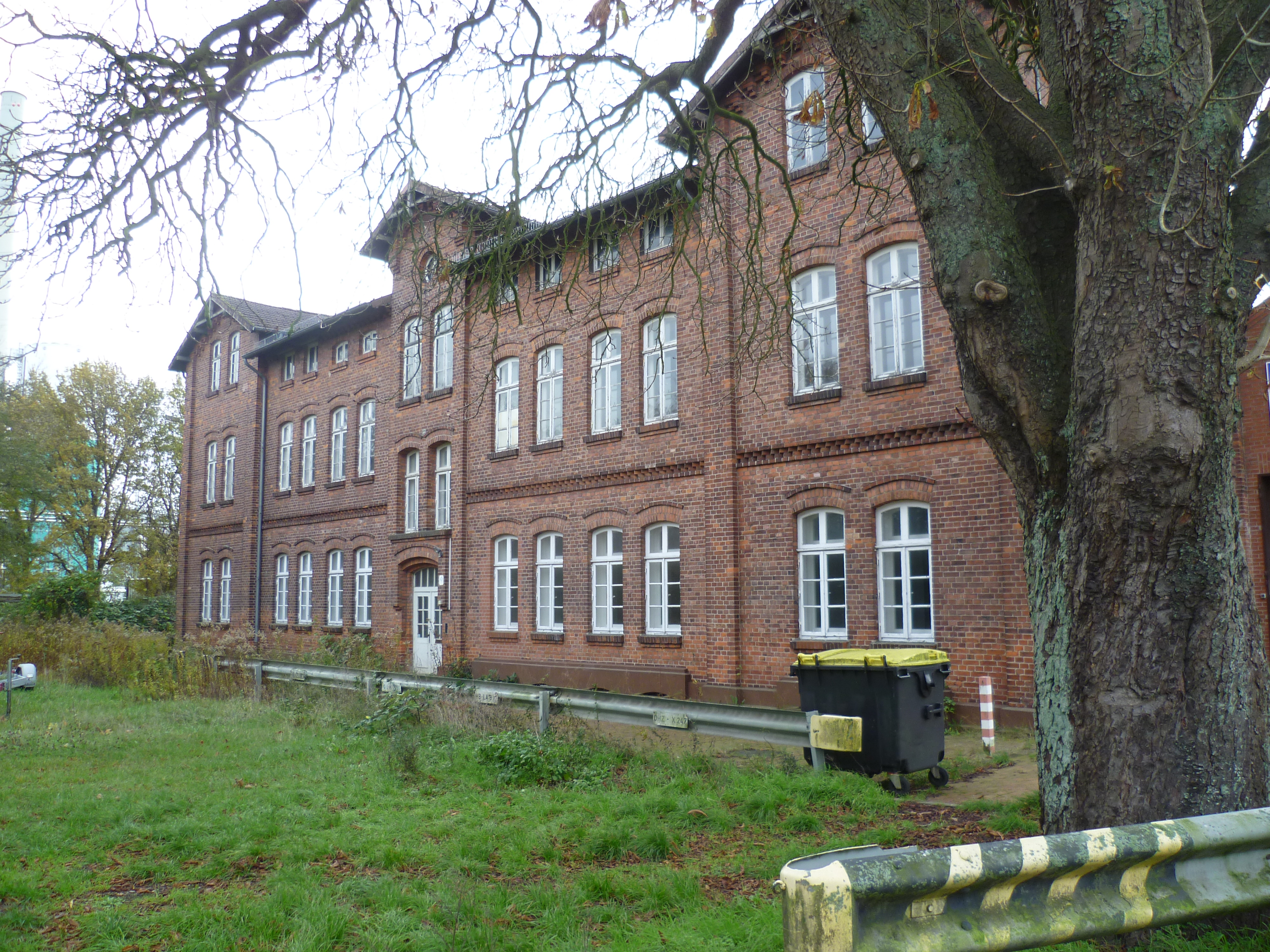
Gebäude der ehemaligen Stuhlrohrfabrik von 1893, im heutigen Gewerbegebiet Bernhardt-Ring in Farge

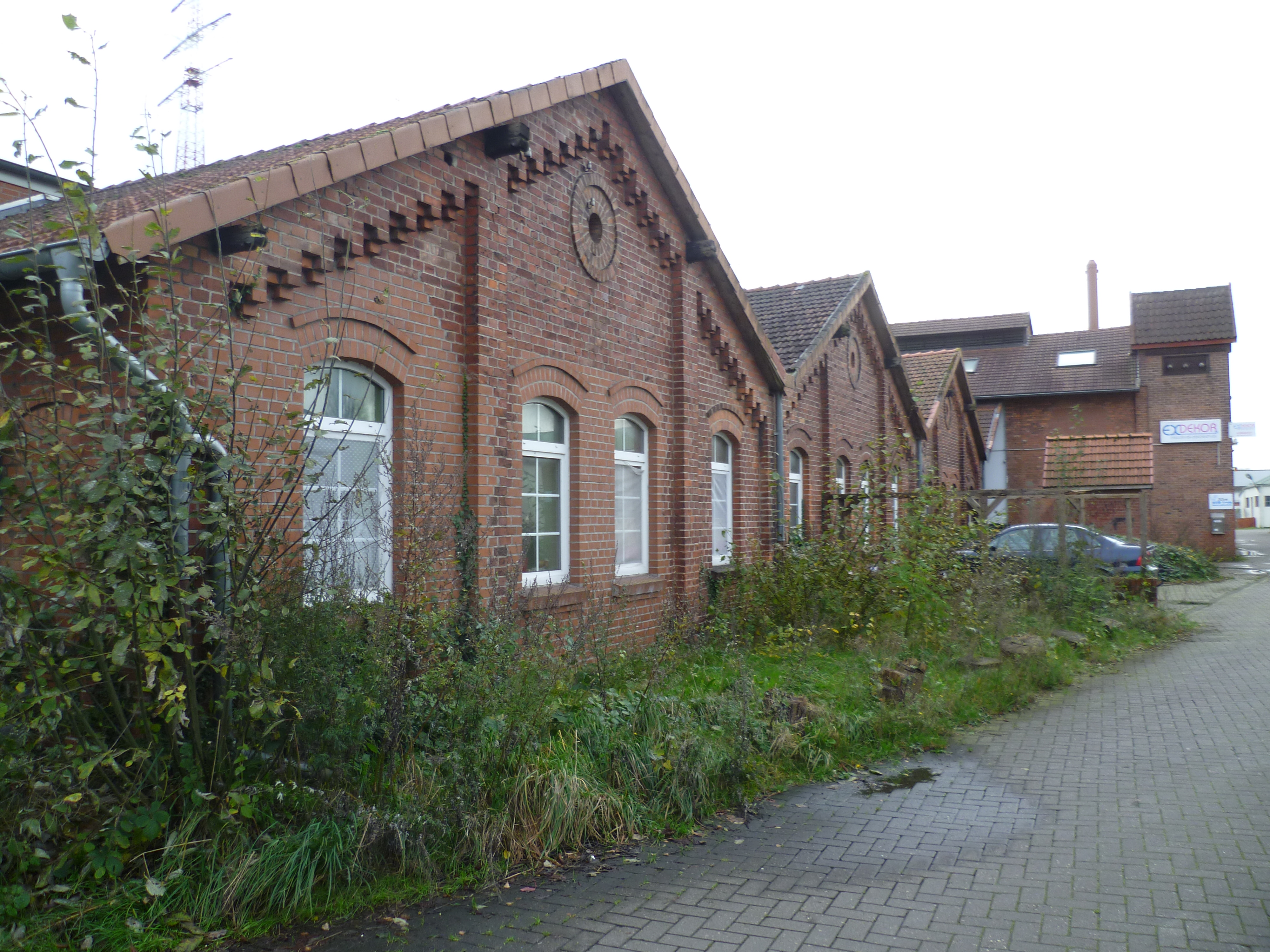
Stuhlrohrfabrik, Seitenansicht (2017)

### Von 1500 bis 1933
Der Ortsname Farge deutet auf die Nähe zur Weser und die Existenz einer Fähre, die auch noch heute existiert (Schwerlastfähre Farge-Berne). Der Name Farge ist erstmals 1586 belegt.
Nach dem Ersten Bremisch-Schwedischen Krieg 1654 kam das Gebiet als Herzogtum Bremen unter schwedische Hoheit, 1715 wurde es Teil des Kurfürstentums Braunschweig-Lüneburg (später als Kurfürstentum Hannover bezeichnet). Die von den 1850er Jahren bis um 1914 rasch wachsende eigenständige Gemeinde Farge gehörte zum Landkreis Blumenthal und damit bis 1866 zum Königreich Hannover, danach bis 1939 zur preußischen Provinz Hannover. 1932 wurde Farge mitsamt dem aufgelösten Kreis Blumenthal dem Landkreis Osterholz zugeordnet. Am 1. November 1939 wurde die Gemeinde Farge aufgrund der Vierten Verordnung über den Neuaufbau des Reichs aus dem Regierungsbezirk Stade aus- und in die Freie Hansestadt Bremen eingegliedert.
Ausgehend von vier Bauernhöfen entwickelte sich das Dorf vorwiegend längs des Weserufers. Um 1853 bestand es aus 39 Strohdach-Häusern von Bauern und Kahnschiffern.
1852 hielt die Industrie ihren Einzug. 1853 wurde in Farge mit englischem Kapital, englischen Arbeitern und unter einem englischen Direktor die Steingutfabrik Witteburg am Weserufer errichtet, in der englischer weißer Ton verarbeitet wurde. Für die englischen Arbeiter wurden in der heutigen Koloniestraße Werkswohnungen gebaut, zehn Doppelhäuser mit Ziegeldächern, ähnlich den damaligen englischen Arbeitersiedlungen. Sie existieren heute (2018) noch. Die Fabrikation wurde 1953 eingestellt, die Fabrik-Gebäude wurden bis 1965 spurlos beseitigt.

1884 bis 1888 wurde die private Farge-Vegesacker Eisenbahn gebaut, hauptsächlich für den Güterverkehr zur Steingutfabrik Witteborg in Farge und zur 1883 gegründeten Bremer Wollkämmerei in Blumenthal. 1893 wurde hinter dem Bahnhof ein Fabrikgebäude der Firma Vereinigte Holzindustrie Frankenthal zur Verarbeitung von Erlen- und Pappelstämmen zu Kisten-, Sperr- und Furnierholz errichtet. Die Gebäude stehen aktuell (2018) teilweise leer. Von 1907 bis 1940 wurde dort Rattanrohr aus Indonesien mit maximal 500 Beschäftigten der Hanseatischen Stuhlrohrfabrik Rümcker & Ude/Bergedorf verarbeitet. Die Farger Straße entwickelte sich zur wichtigsten Verbindungsstraße.
1904 wurde die evangelische Farger Kapelle gebaut, 1908 ein Friedhof angelegt und 1910 ein Kirchengemeindehaus errichtet. 1916 wurde der Bau des Kohle-Kraftwerks Unterweser unter Einsatz von russischen Kriegsgefangenen des Ersten Weltkriegs begonnen. Das Kraftwerk ging 1924 mit 12 Megawatt Turbinenleistung ans Netz. Die Leistung wurde in den 1950er Jahren auf etwa 150 Megawatt erweitert.
1919 wurde der Gemeinderat erstmals in freier, allgemeiner und gleicher Wahl gewählt. 1923 wurde die stark verschuldete Gemeinde Rekum an die finanziell besser gestellte Gemeinde Farge angeschlossen. Richard Taylor (1868–1953), Ortsvorsteher von Farge seit 1917, missbilligte dieses Vorgehen: „Die Idee der Zusammenlegung von Rekum und Farge kann keine glückliche genannt werden, da die Einwohner der beiden Gemeinden grundverschieden sind. Rekum hat alte sesshafte Familien und gehört zur Kirchengemeinde Neuenkirchen. Die Einwohner von Farge dagegen sind in der Mehrzahl durch die Industrie von ganz Deutschland zugezogen und gehören kirchlich zu Blumenthal.“ Taylor blieb bis 1937 Ortsbürgermeister der vergrößerten Gemeinde Farge.

### Die NSDAP in Farge

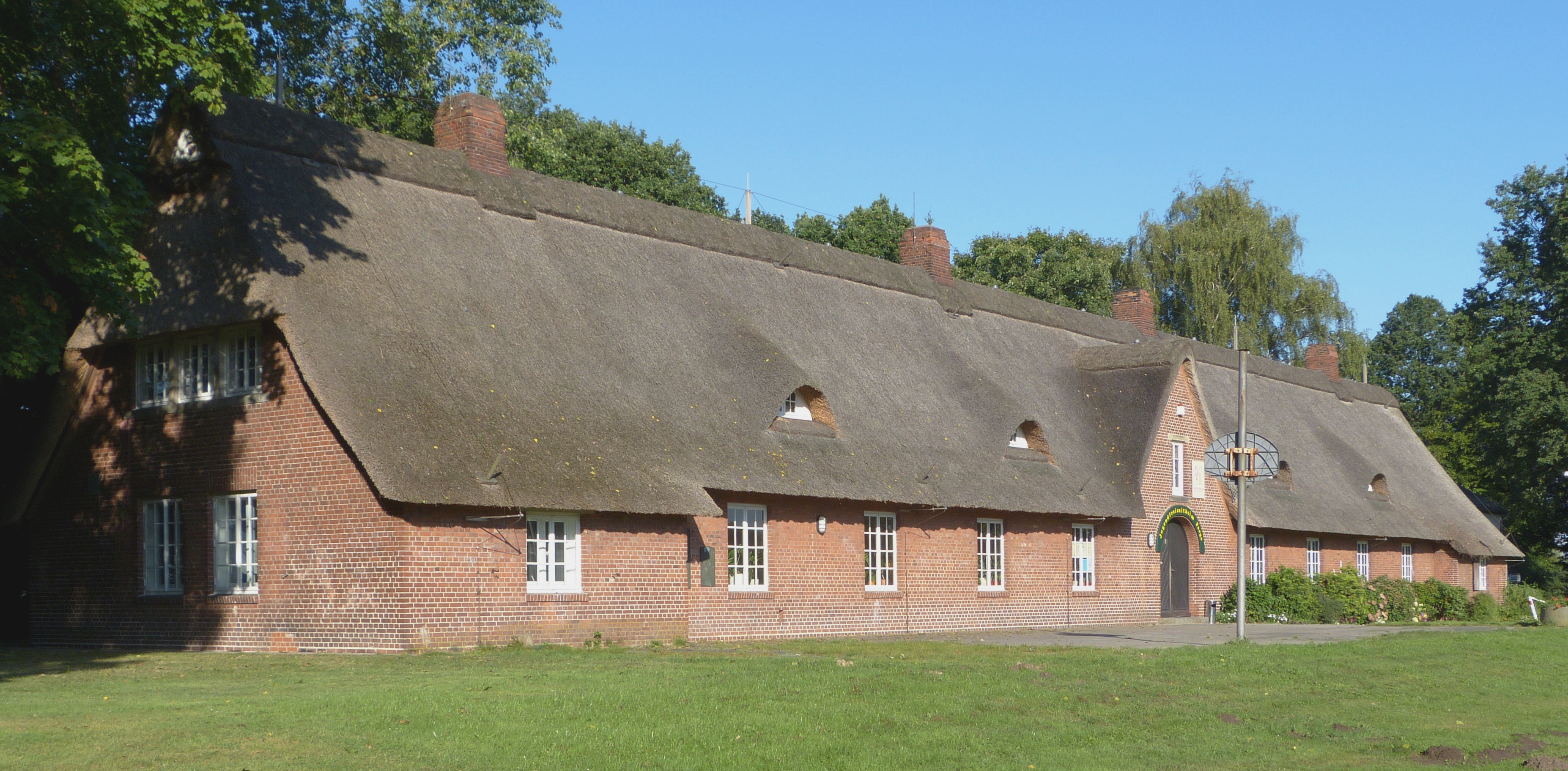
Jugend-Freizeitheim Farge 2012

Erste Versammlungen der NSDAP fanden vor 1931 in der Gastwirtschaft von Olaf Lübsen (heute: Rekumer Straße 116) in Rekum statt. Die NSDAP-Ortsgruppe Farge wurde 1931 in Rekum in der Gaststätte von Theodor Brandhorst (heute: Rekumer Str. 12) gegründet. Erster Ortsgruppenleiter wurde Hans Kühlke (1904–1959) bis 1939, gefolgt von Johann Dietrich Trüper von 1940 bis 1941 und Kurt Martin von 1941 bis 1945. Am Haus von J.H. Chantelau (heute Rekumer Straße 52) befand sich während der NS-Zeit eine offizielle NSDAP-Informationstafel Hier spricht die NSDAP.
Bei der Reichstagswahl am 5. März 1933 erhielt die NSDAP nur 674 von 1797 Stimmen. Am 12. März 1933 fand in Farge die letzte Gemeinderatswahl statt. Die NSDAP erhielt 4 Sitze, die Liste Bürgerliche Einheit 4, die SPD 5 und die KPD 2 Sitze. Die KPD-Vertreter wurden infolge der reichsweiten Kommunistenverfolgungen mittels der Reichstagsbrandverordnung sofort ausgeschlossen. Bürgermeister Taylor (parteilos) blieb im Amt, Gemeindesekretär Johann Kroog (SPD) wurde am 30. Juni 1933 entlassen. Das Eigentum des Arbeiterturnvereins Frei Heil wurde von der Gemeinde beschlagnahmt. Die Ebert-, Liebknecht- und Bebelstraße wurden umbenannt in Tannenstraße (heute Heinrich-Steffens-Str.), Kapellenstraße und Wasserweg. 1937 ersetzte der NSDAP-Landrat von Osterholz Richard Taylor als Bürgermeister durch den NSDAP-Ortsgruppenleiter Hans Kühlke. Mit der Eingliederung von Farge in die Freie Hansestadt Bremen am 1. November 1939 endete Kühlkes Amtszeit und die kommunale Selbstverwaltung in Farge. Seit dem 1. April 1940 wurde Farge durch die neu gebildete Dienststelle Blumenthal der Hansestadt Bremen verwaltet.
1939 wurde Jugendheim Farge für die Hitler-Jugend nach Plänen von Eduard Scotland gebaut. Es wurde im Zweiten Weltkrieg zur Unterbringung von Flak-Soldaten genutzt, danach als Wohngebäude und nach 1960 als städtisches Jugend-Freizeitheim.
Anhänger und Gegner des NS-Regimes in Farge
Die SA wurde 1932 gegründet, ihr Führer war Wilhelm Leopold. Die Farger SA-Männer gehörten zunächst zur SA-Standarte 411 Wesermünde. Nach 1939 bildeten sie den Sturm Nr. 5 der SA-Standarte Nr. 29. Das Regime organisierte Jugendliche von 14- 18 Jahren quasi zwangsweise in der Hitlerjugend (HJ) einschließlich Bund Deutscher Mädel (BDM). Schulkinder von 10–14 Jahren wurden als Jungvolk (Jungen) und Jungmädel organisiert. HJ und Jungvolk waren in Farge aktiv.
Wohl der ranghöchste aus Farge stammende NS-Funktionär war Johann-Martin Segelken (1914–1991), Mitbegründer der NSDAP-Ortsgruppe Farge und seit 1944 Chef der Hitlerjugend von Bremen (siehe Hauptartikel Bremen zur Zeit des Nationalsozialismus).
Erklärte Gegner des NS-Regimes waren überwiegend Kommunisten. Wilhelm Faust (* 1891) wurde als Funktionär der verbotenen KPD von März bis August 1933 in Schutzhaft verschleppt. Im November 1936 wurden sechs Farger Kommunisten von Nachbarn bei der Gestapo denunziert, inhaftiert und im August 1937 vom Sondersenat des Hanseatischen Oberlandesgerichtes Hamburg in Bremen wegen „Vorbereitung zum Hochverrat“ zu Gefängnis- und Zuchthausstrafen bis zu 3 Jahren und 6 Monaten verurteilt.
Herbert Leßner (1907–1967), Pastor der reformierten Kirche in Farge, wurde am 14. April 1938 von der Gestapo verhört und für acht Tage in Schutzhaft genommen.
Der Kommunist Claudius Gosau, Lokomotivführer bei der Firma Gottlieb Tesch/Wifo und wohnhaft im Lager Tesch Am Schützenplatz, wurde 1943 von der Gestapo verhaftet. Er hatte der NS-Kriegspropaganda widersprochen und war von Arbeitskollegen denunziert worden. Er wurde zum Tode verurteilt und 1944 in Brandenburg-Görden hingerichtet.

### Bautätigkeit des NS-Regimes in Farge

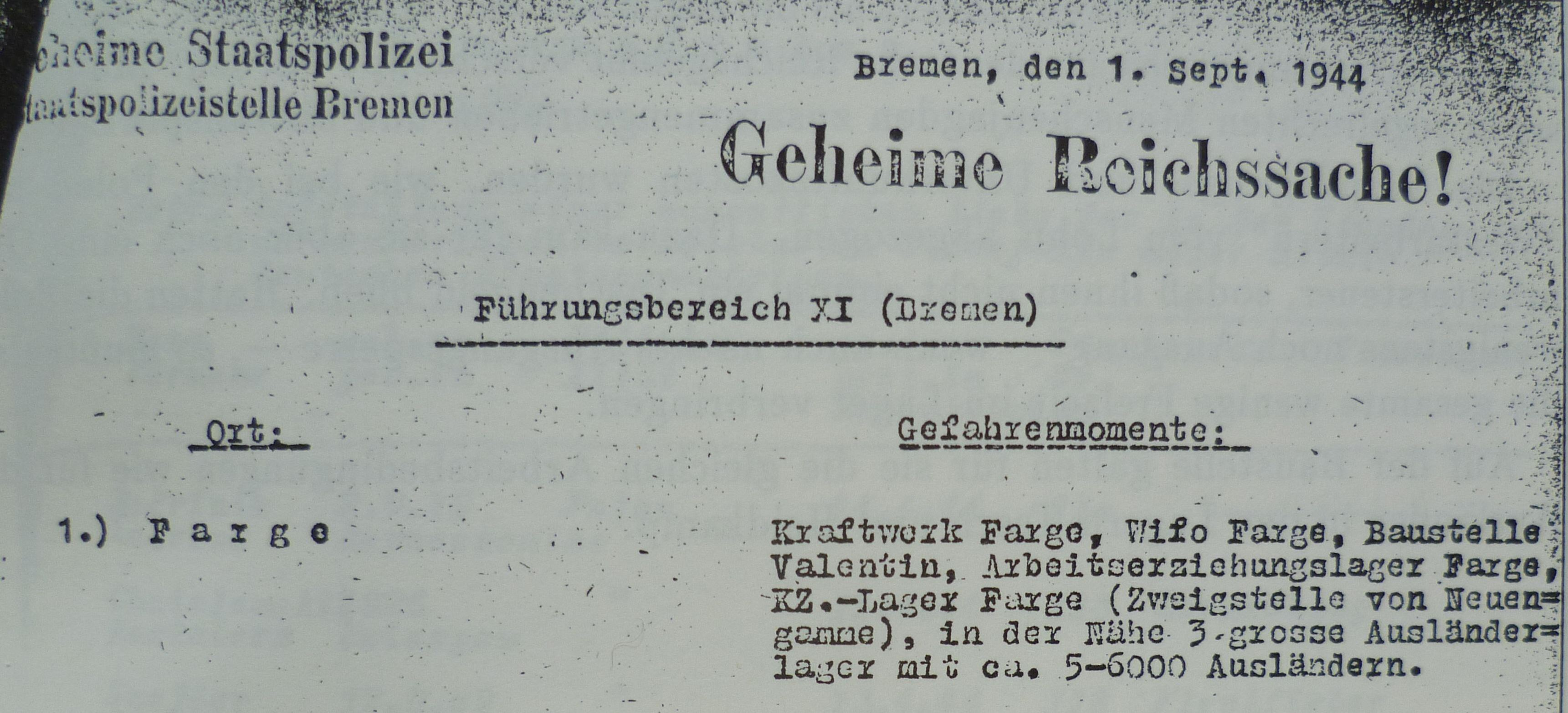
Mitteilung der Gestapo Bremen betreffend die Gefangenenlager in Farge

Die Bautätigkeit der Regierung erfolgte ohne direkte Mitwirkung von Farger NSDAP und Gemeinderat. Die zu Bauzwecken von der Wirtschaftlichen Forschungsgesellschaft mbH (Wifo) und dem Oberkommando der Kriegsmarine erzwungenen Landverkäufe von mehr als 600 ha erfolgten von privat; 6,6 ha Gemeindeeigentum erwarb die Wifo 1939. Die Wifo errichtete ab Mitte der 1930er Jahre unter dem Tarnnamen Wasserberg ein Tanklager in der Farger Heide. Im Ortsteil Rekum kam Anfang 1939 der Bau des Kriegsmarine-Öllagers Farge hinzu – an der Grenze zu Neuenkirchen/Schwanewede. Im Sommer 1943 wurde ebenfalls im Ortsteil Rekum mit dem Bau der U-Boot-Bunkerwerft Valentin begonnen. Auf allen diesen Großbaustellen (die spätestens seit 1943 von der alliierten Luftaufklärung ausgespäht wurden) beschäftigten die über 100 beauftragten Firmen seit 1941 überwiegend Zwangsarbeiter, Häftlinge und Kriegsgefangene. Diese waren in Barackenlagern untergebracht, im seit 1943 bestehenden KZ Farge, im Arbeitserziehungslager Farge auf dem Gelände des Marinegemeinschaftslagers Neuenkirchen, und in Kriegsgefangenenlagern. Es gab 1944 zwei- bis dreimal mehr Lager-Häftlinge als Einwohner in Farge. Von 1940 bis 1945 produzierten Zwangsarbeiterinnen für die Firma Weser-Flug in den Gebäuden der ehemaligen Stuhlrohrfabrik Rüstungsgüter. Ihr Lager befand sich auf dem Gelände des heutigen Gewerbeparks am Bernhardtring.

### Alliierte Angriffe und Kriegsende

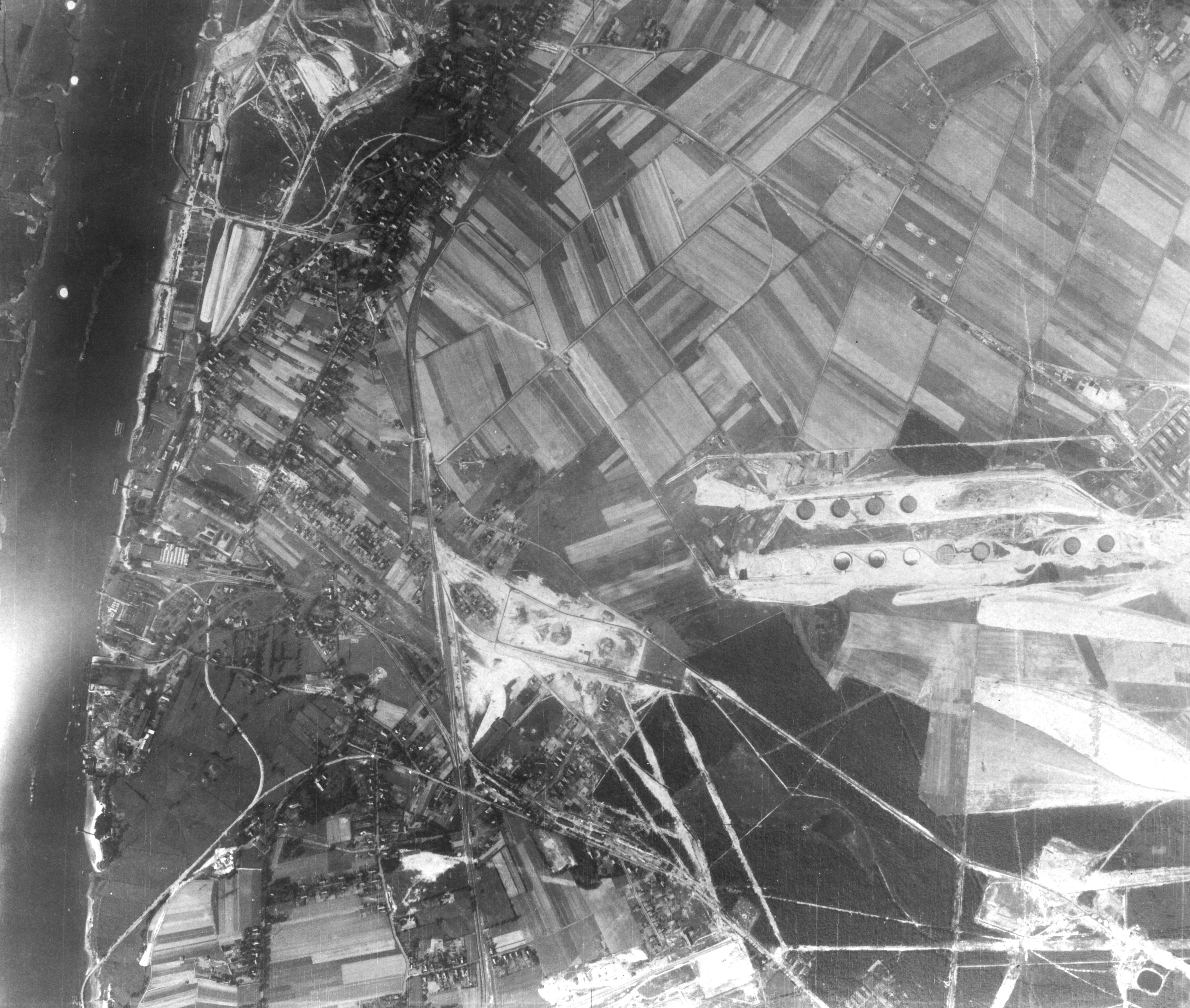
Luftbild USAF 1943-09

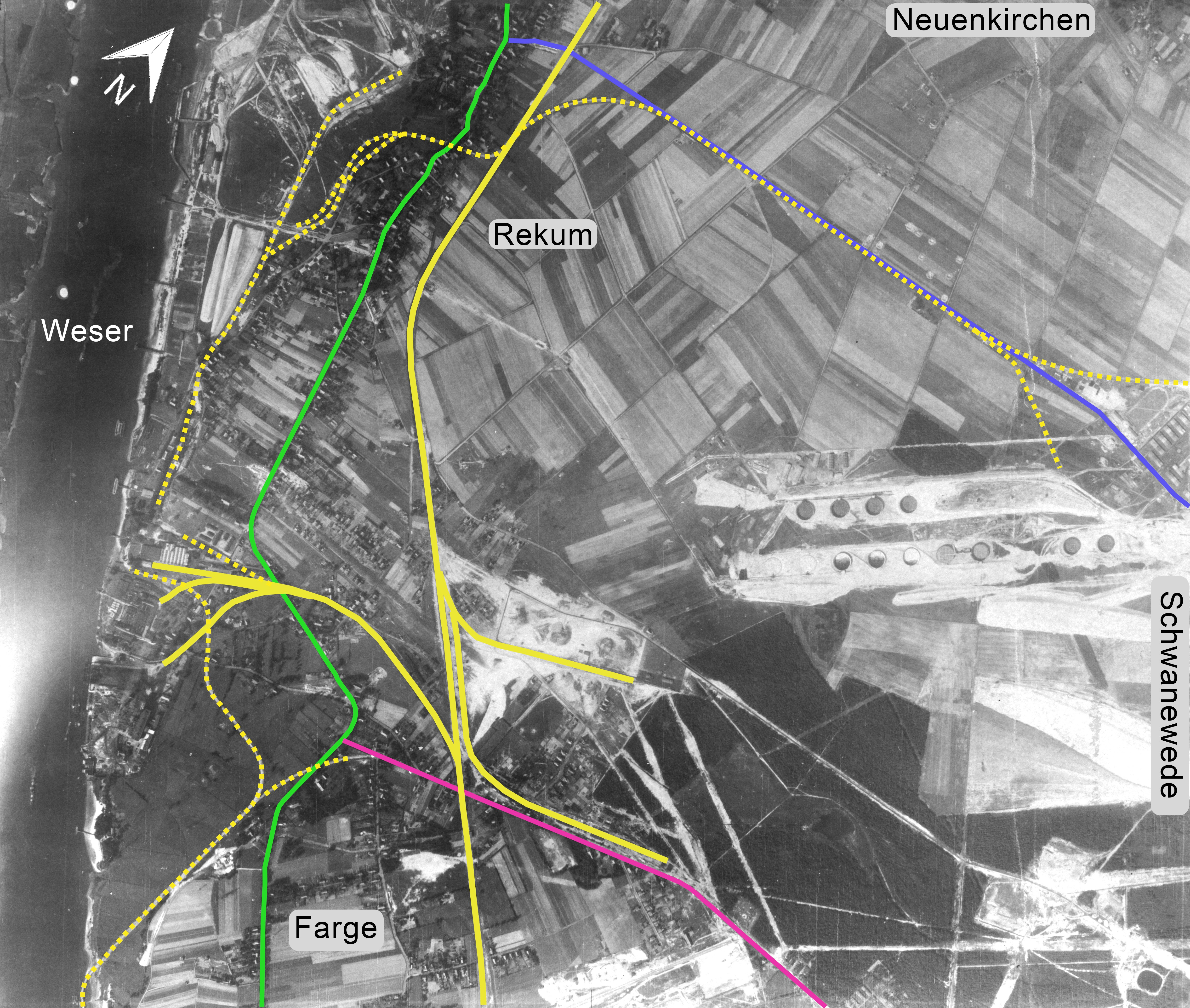
Wie oben, mit Infrastruktur (Straßen und Schienen)

Farge ist siebenmal bombardiert worden (1940, 1941, 1942, 1945). Ziele waren der Bahnhof, das Wifo-Tanklager und 1945 der U-Bootbunker Valentin. Zahlreiche Häuser im Ort wurden ebenfalls getroffen.
Die SS zwang am 10. April die entkräfteten Häftlinge des KZ Farge in Richtung Neuengamme zu marschieren („Todesmarsch“), um möglichst viele Zeugen ihrer Verbrechen zu beseitigen. Seit dem 27. April 1945 galten in Bremen die Anordnungen der britischen Militärregierung. Farge und Umgebung wurden erst etwa 10 Tage später befreit.

### Farge nach der Befreiung 1945
Am 28. April 1945 rückten britische Soldaten in Blumenthal ein. Wenige Tage später folgten ihnen US-amerikanische Soldaten.
Als Bezirksbürgermeister bzw. Leiter des für Farge zuständigen Ortsamtes Blumenthal wurde 1945 Wilhelm Ahrens (SPD) zunächst von der Militärregierung eingesetzt und bald darauf regulär ins Amt gewählt. Er unterstützte den Öffentlichen Kläger der Spruchkammer bei Entnazifizierungsverfahren und bemühte sich um Beschaffung von Lebensmitteln, Wohnraum und Arbeitsplätzen für die notleidende Bevölkerung. Die US-Armee übernahm im Mai 1945 das Tanklager Farge. Die drei unterirdischen Rohrleitungen, die in teilweise mannshohen Betontunneln von der Ölpier am Weserufer bis zu den Treibstoffbehältern unter dem Ort hindurchführen, wurden jahrzehntelang weiter genutzt. Die Abwicklung der Baustelle des U-Bootbunkers Valentin und die Verwaltung und Bewirtschaftung von Wehrmachts-Eigentum in Farge gingen bis 1948 in die Zuständigkeit der Oberfinanzdirektion Bremen über.
In Gefangenen- oder Soldatenbaracken wurden bis weit in die 1960er Jahre Flüchtlinge behelfsmäßig einquartiert. Noch 1958 lebten 416 Personen in 59 Baracken mit 107 Wohnungen u. a. im ehemaligen Arbeitserziehungs- bzw. Konzentrationslager in der Lagerstraße, im ehemaligen Tesch-Lager im Wifo Gelände, in den Kögel-Baracken Unterm Berg. Die 1958 fertiggestellte Neubau-Siedlung Farger Feld mit 412 Wohnungen war ein erstes Großprojekt zur Linderung der allgemeinen Wohnungsnot. Die verwaltungsmäßige Erweiterung von Farge durch die Übernahme der Gemeinde Rekum 1923 blieb bis in die 1960er Jahre erhalten. Die durch Verordnung bestimmte Stadtgliederung führt Farge und Rekum nach 1957 als getrennte Ortsteile auf. In der Bevölkerung ist die Ortsbezeichnung Farge-Rekum üblich.
In den Gebäuden der ehemaligen Stuhlrohrfabrik am heutigen Bernhardt-Ring produzierte nach dem Ende von Weser-Flug, u. a. die Firma Frisia Haushaltsgeräte und F.W.G. Schiermeier von 1948 bis 1950 Spinnereimaschinen. Von 1951 bis 1979 produzierte u. a. die Firma Spinnbau GmbH mit maximal 1100 Beschäftigten Spinnereimaschinen in neu errichteten 10.000 Quadratmeter großen Werkshallen. Diese waren 1952 im heutigen Industriegebiet am Bernhardt-Ring auf einer angrenzenden Ackerfläche gebaut worden, nachdem das Barackenlager für Zivil- und Zwangsarbeiter, das nach dem Krieg Flüchtlingsfamilien als Behelfsunterkunft diente, abgerissen worden war. Die letzten Gebäude der Steingutfabrik Witteburg wurden 1965 beseitigt. Die Bundeswehr nutzte von 1960 bis 2010 Teile des U-Bootbunkers Valentin als Marinematerialdepot.
In den 1950er Jahren gründete Johann Arthur Krause eine Maschinenfabrik, die in den 1960er Jahren etwa 200 Beschäftigte zählte. Nach der Übernahme durch Thyssen-Industrie 1987 beschäftigte das Werk 2017 etwa 900 Personen. Am Kraftwerk Unterweser wurde von 1967 bis 1969 ein neuer Kraftwerksblock errichtet, das Altwerk wurde 1985–1990 abgebaut. Der aktuelle Betreiber GDF Suez/Engie erneuerte 2014 zentrale Anlagenteile, um das Kraftwerk noch mindestens bis 2024 nutzen zu können. Die derzeitige Leistung beträgt 350 Megawatt.
Für die Entsorgung des Abwassers aus den Stadtteilen Blumenthal und Vegesack, dem Burglesumer Ortsteil St. Magnus (teilweise) sowie den angrenzenden Gemeinden Lemwerder und Schwanewede wurde 1973 das Klärwerk Farge am Weserufer südlich des Kraftwerks in Betrieb genommen. Nachfolgend wurde in Farge das Kanalisationsnetz ausgebaut.

### Einwohnerzahlen
- 1811: 195
- 1910: 1209
- 1919: 1297(312 Haushaltungen)

nach der Fusion mit Rekum
- 1924: 2865 (Farge 1565, Rekum 1300)
- 1925: 2788 (684 Haushaltungen, 446 Wohnstätten)
- 1936: 3360 (85 % Industriearbeiter, 15 % Bauern und Gewerbetreibende)
- 1955: ca. 6000
- 2014: 2820 (ohne Rekum)

## Sehenswertes

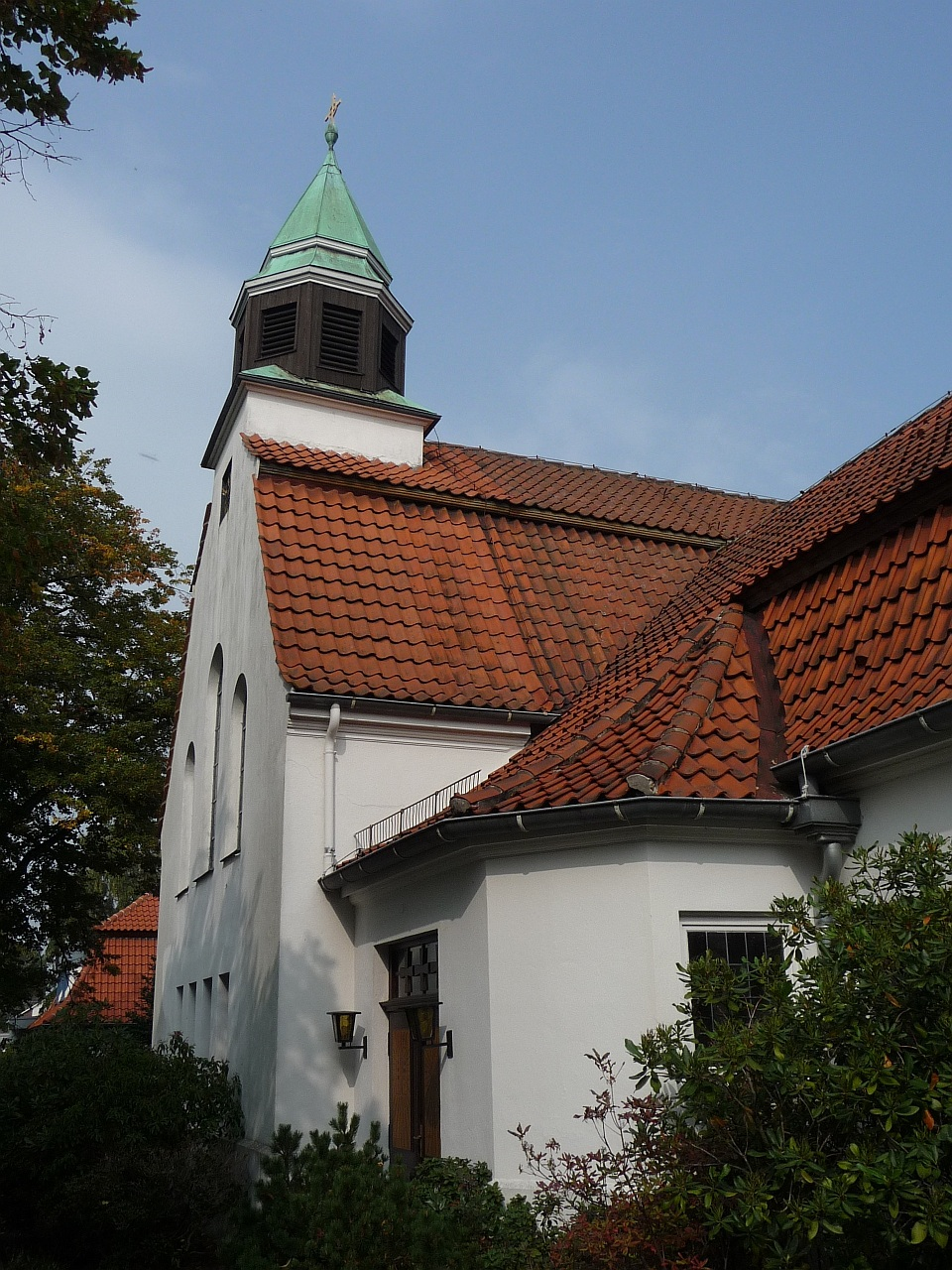
Kirche Rönnebeck-Farge

- Evangelisch-reformierte Kirche Rönnebeck-Farge, Farger Str. 19, 1904/05 nach Plänen von August Abbehusen und Otto Blendermann erbaut
- Rathaus Farge (1933), 1845 als Bauernhaus erbaut; heute Begegnungsstätte Eva-Seligmann-Haus der Arbeiterwohlfahrt.
- Kahnschifferhaus, erbaut vor 1830, Unterm Berg 31, Heimat- und Schifferverein
- Fährhaus Farge, nachweisbar seit 1776, früher Meyer Farge, Ausflugslokal direkt an der Fährverbindung Farge–Berne

## Wirtschaft
- ThyssenKrupp System Engineering GmbH (ehemals ThyssenKrupp Krause), stellt Automations- und Verpackungstechnik u. a. für die Autoindustrie her.
- Die Spinnbau GmbH, gegründet 1952, ist nach mehrfachem Eigentümerwechsel und starker Schrumpfung immer noch Weltmarktführer für Krempelmaschinen. Heute ist sie als DiloSpinnbau ein Zweig der auf Vliesmaschinen spezialisierten Dilo Maschinenfabrik in Eberbach.[32]
- Bis Ende der 1980er Jahre gab es auf dem Spinnbau-Firmengelände am Bahnhof Farge ein Reparaturwerk für US-Panzer.
- In Farge betreibt das Energieerzeugungsunternehmen Engie das bis 1969 erbaute Steinkohlekraftwerk Farge mit einer Leistung von 350 Megawatt, mit dem das niedersächsische Umland versorgt wird. Dieses ersetzte die Vorgängerbetriebe aus den 1920er und 1950er Jahren.
- Die zur australischen Macquarie Group gehörende TanQuid Betriebsführungsgesellschaft mbH betrieb im Auftrag der Bundeswehr von 1993 bis 2013 das 300 Hektar große Tanklager Farge, das sich zu zwei Dritteln auf bremischen Gebiet befindet. In dem unterirdischen Großtanklager mit einer Gesamtkapazität von 318.000 Kubikmetern, das von 1935 bis 1941 von der Wirtschaftlichen Forschungsgesellschaft (WiFo) errichtet worden war, wurden Mineralölprodukte für die Bundeswehr gelagert.[33] Die Bundeswehr gab das Depot 2013 auf.[34]
- Von 1852 bis 1958 gab es die Steingutfabrik Witteburg, die ab 1919 eine Tochter der Norddeutschen Steingut war.

## Verkehr
Farge war der Umstiegs- und Umschlagsbahnhof zwischen der 1888 eröffneten Bahnstrecke der Farge-Vegesacker Eisenbahn und der Niederweserbahn. Daneben gab es erheblichen Güterumschlag durch das Kohlekraftwerk Farge und das (bis ca. 2010 genutzte) ehemalige Wifo-Tanklager sowie eine Anbindung zur Marinebahn mit dem Militärbahnhof in Schwanewede.
Seit dem 16. Dezember 2007 gibt es wieder Personenverkehr von Bahnhof Vegesack nach Bremen-Farge. Die Verbindung ist seit dem 12. Dezember 2011 Bestandteil der im Dezember 2010 eingeführten Regio-S-Bahn Bremen/Niedersachsen, die Strecke von Vegesack bis Farge ist dafür elektrifiziert worden.
| Linie | Verlauf | Takt                                            |
| ----- | --- | ----------------------------------------------- |
| RS 1  | Bremen-Farge – Bremen Turnerstraße – Bremen Kreinsloger – Bremen Mühlenstraße – Bremen-Blumenthal – Bremen Klinikum Nord/Beckedorf – Bremen-Aumund – Bremen-Vegesack – Bremen-Schönebeck – Bremen-St. Magnus – Bremen-Lesum – Bremen-Burg – Bremen-Oslebshausen – Bremen-Walle – Bremen Hbf – Bremen-Sebaldsbrück – Bremen-Mahndorf – Achim – Baden (Kr Verden) – Etelsen – Langwedel – Verden (Aller) Stand: Fahrplanwechsel Dezember 2023 | 30 min 60 min (Bremen Hbf–Verden am Wochenende) |

Die Buslinie 90 der BSAG erschließt und verbindet Farge mit den Nachbarortsteilen Rekum und Rönnebeck sowie darüber hinaus mit Neuenkirchen, Blumenthal, Vegesack, Burg und Gröpelingen. Nachts verbindet die Nachtbuslinie N7 darüber hinaus Farge mit der Bremer Innenstadt. Beide Linien stellen an den Bahnhöfen bzw. Haltepunkten Farge, Blumenthal, Klinikum Bremen-Nord, Aumund, Vegesack, Schönebeck, Lesum und Burg Anschluss an die Bahn her.
2009 wurde die Bundesautobahn 270 als Bundesstraße 74 bis Farge verlängert und zur Fährverbindung der Fähren Bremen–Stedingen nach Berne an die Bundesstraße 74 angebunden.
In Farge befinden sich am Kraftwerk Kaianlagen für die Hochsee- und Binnenschifffahrt zur Entladung von Kohlenschiffen sowie, wenige Hundert Meter stromabwärts gelegen, seit ca. 1924 ein kleines nicht-öffentliches Hafenbecken für das derzeitige Wasserstraßen- und Schifffahrtsamt (seinerzeit Tonnenhof der Wasser- und Schifffahrtsdirektion). Das zum Tanklager Farge gehörende Ölverladeterminal (Ölpier) wurde von 2014 bis 2020 demontiert.

## Infrastruktur
- Schule Farge, Grundschule mit zwei Standorten in Farge und Rekum
- Freiwillige Feuerwehr Bremen-Farge von 1902, Farger Straße 134
- Jugendheim Farge, Rekumer Straße 2
- Evangelisch-reformierte Kirchengemeinde Rönnebeck-Farge, Farger Straße 17/21

Vereine
- Heimatverein Farge-Rekum
- Turn- und Sportvereinigung Farge-Rekum von 1890
- Farger Schützengesellschaft von 1895
- Kyffhäuser Kameradschaft Farge-Rekum von 1890
- Männergesangverein Orpheus
- Reisetaubenverein Condor
- Wassersportverein Farge

## Persönlichkeiten
- Claus von Lübken, 1852 bis 1865 Gemeindevorsteher (Claus von Lübken-Straße)
- Richard Taylor (1868–1953), Kupferstecher, 1917 bis 1937 Gemeindevorsteher (Richard-Taylor-Straße)
- Diedrich Schierholz, 1884 bis 1916 Gemeindevorsteher (Diedrich-Schierholz-Straße)
- Erhard Eylmann (1860–1926), deutscher Ethnologe (Eylmann-Straße)
- Hermann Boelmann (1896–1958), deutscher Politiker
- Johann Kroog (1877–1947), Gemeindesekretär der Gemeinde Farge von 1926 bis 1933